# Jemima Nicholas

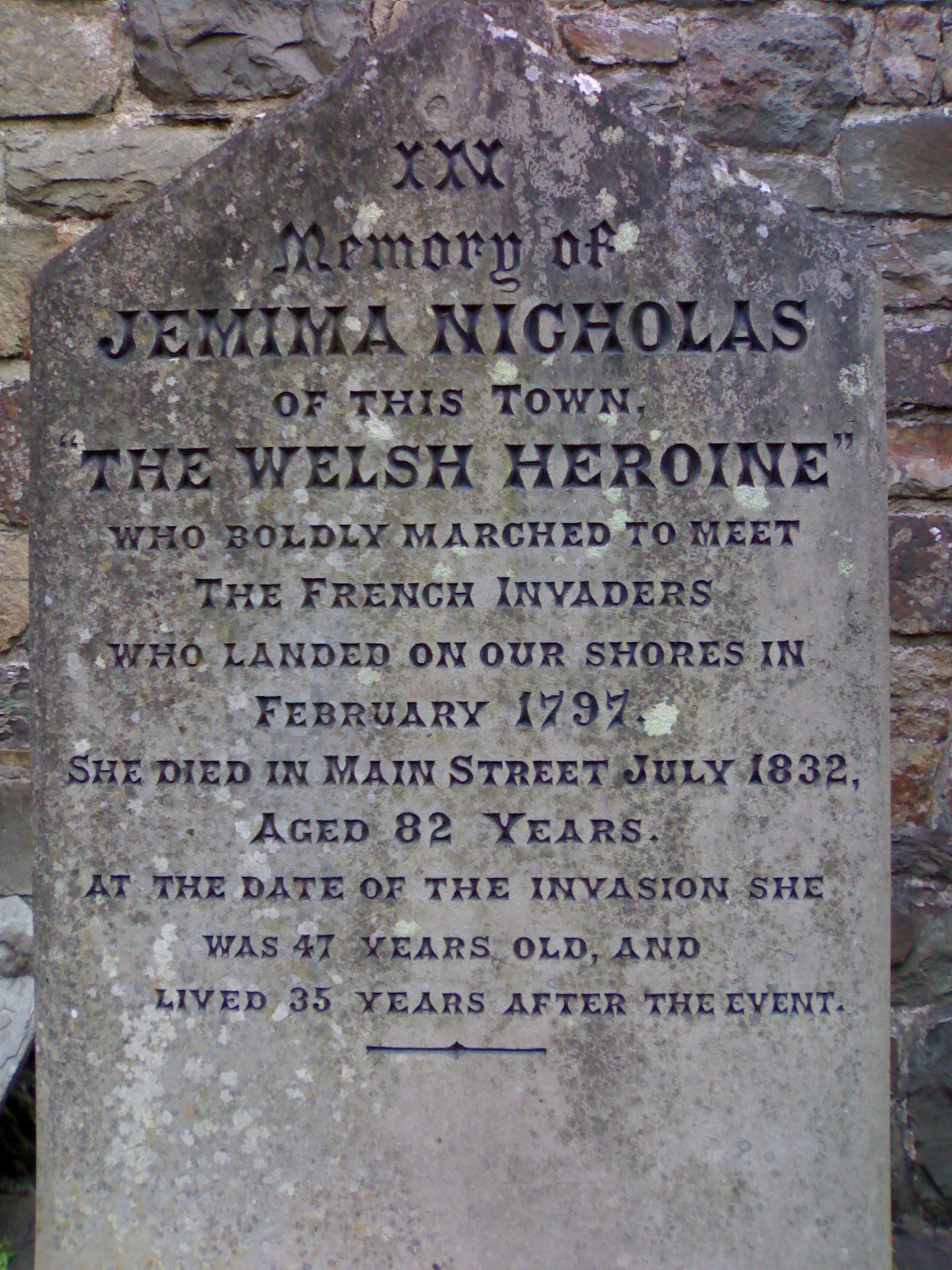
Grabstein von Jemima Nicholas

Jemima Nicholas (* 1755; † 1832) war eine Waliserin, die 1797 laut Überlieferungen den Ort Fishguard von französischen Invasoren befreite.
Die letzte Invasion in Großbritannien fand in Fishguard statt. Am 22. Februar 1797 landeten vier französische Kriegsschiffe in Fishguard mit 1400 Soldaten. Die Invasion verlief schnell und hatte einige kleine Schäden zur Folge. Es kam zu Plünderungen, während derer die Franzosen aber hauptsächlich Alkohol mitnahmen. Dies wurde ihnen zum Verhängnis, da sie betrunken nicht mehr kampfbereit waren. Die Rückgabe des Landes fand bereits am 25. Februar statt. Jemima Nicholas, eine Frau aus Fishguard, soll die Franzosen mit anderen Frauen mit Hilfe von Mistgabeln in die Flucht geschlagen haben.
Der Überlieferung nach war die traditionelle Kleidung der Fishguarder Frauen den Militäruniformen der britischen Armee auf der Distanz so ähnlich, dass es für die Invasoren in der Entfernung so aussah, als wenn eine große Armee anrücken würde. Daraufhin hätten sie sich ergeben. Die Geschichte wird auf einem alten Wandteppich erklärt, welcher sich zusammen mit der lokalen Bücherei im ersten Stock des Rathauses im Stadtzentrum befindet.